# إيزابيل دي ليون
إيزابيل دي ليون هي ممثلة فلبينية، ولدت في 30 يوليو 1994 في مانيلا في الفلبين.

## وصلات خارجية
- إيزابيل دي ليون على موقع IMDb (الإنجليزية)
- إيزابيل دي ليون على موقع ميوزك برينز (الإنجليزية)
- إيزابيل دي ليون على موقع أول موفي (الإنجليزية)
- إيزابيل دي ليون على موقع قاعدة بيانات الفيلم (الإنجليزية)
- إيزابيل دي ليون على موقع كينوبويسك (الروسية)